# Krasonice
Krasonice (německy Krassonitz, dříve Krásonice) jsou obec v okrese Jihlava v Kraji Vysočina. Žije zde 216 obyvatel.
Sousedními obcemi sídla jsou Meziříčko, Jindřichovice, Červený Hrádek, Knínice, Nová Říše, Zdeňkov a Radkovice u Budče.

## Název
Název se vyvíjel od varianty Crasonicz (1311), Krassenicz (1350), Crassonycz (1353), Krassonicz (1358), Crasonicz (1390), Krasonicz (1446), v Crasoniczich (1459), v Krasonycziech (1466), Krasoniczich (1481), v Krasonicych (1524), Krassonitz (1672), Grasonitz (1718, 1720, 1751), Krassonitz a Krasonice (1846) až k podobám Krasonitz a Krasonice v roce 1872. Pojmenování je rodu ženského, čísla pomnožného a genitiv zní Krasonic. Místní jméno vzniklo přidáním přípony -ice k osobnímu jménu Krasoň.

## Historie
První písemná zmínka o obci pochází z roku 1286. K roku 1311 je zaznamenána podoba názvu Crasonicz.

## Přírodní poměry
Nachází se tři kilometry jižně od Zdeňkova, pět kilometrů jihozápadně od Želetavy, čtyři kilometry západně od Meziříčka, osmnáct kilometrů severozápadně od Moravských Budějovic a osm kilometrů od Domamile, 2,5 kilometru severně od Knínic, třináct kilometrů severovýchodně od Dačic a tři kilometry od Bohusoudova, 5,5 kilometru východně od Červeného Hrádku a 4,5 kilometru jihovýchodně od Nové Říše.
Geomorfologicky obec leží na rozmezí Křižanovské vrchoviny a Jevišovické pahorkatiny a jejich podcelků Brtnická vrchovina a Jemnická kotlina, v rámci Brtnické vrchoviny spadá pod geomorfologický okrsek Markvartická pahorkatina. Průměrná nadmořská výška činí 548 metrů. Nejvyšší bod o nadmořské výšce 618 metrů leží na severovýchodní hranici katastru. Vrch Humberk (588 metrů) stojí východně od obce.
Západní částí katastru protéká Prokopka, na níž se rozkládá rybník Pod Ježkovcem. Jižní částí Krasonic teče bezejmenný potok, který se na jižní hranici katastru vlévá do Želetavky, která tvoří východní hranici území, na níž stojí rybník U Mašků. Severovýchodní částí katastru prochází Zdeňkovský potok, na němž leží Podhájecký rybník a Zdeňkovský potok poté u Brázdova mlýna vtéká do Želetavky.

## Obyvatelstvo
Podle sčítání 1930 zde žilo v 129 domech 640 obyvatel. 626 obyvatel se hlásilo k československé národnosti a 7 k německé. Žilo zde 639 římských katolíků a 1 evangelík.
| Rok            | 1869 | 1880 | 1890 | 1900 | 1910 | 1921 | 1930 | 1950 | 1961 | 1970 | 1980 | 1991 | 2001 | 2011 | 2021 |
| -------------- | ---- | ---- | ---- | ---- | ---- | ---- | ---- | ---- | ---- | ---- | ---- | ---- | ---- | ---- | ---- |
| Počet obyvatel | 674  | 685  | 663  | 642  | 667  | 638  | 640  | 452  | 414  | 361  | 311  | 245  | 237  | 202  | 197  |
| Počet domů     | 110  | 127  | 124  | 125  | 128  | 123  | 129  | 131  | 112  | 109  | 94   | 117  | 119  | 120  | 109  |

## Obecní správa a politika
Obec je členem Mikroregionu Telčsko a místní akční skupiny Mikroregionu Telčsko.
Obec má devítičlenné zastupitelstvo, v jehož čele stojí starosta Petr Ontolčík.
| Období    | Voliči | Účast v % | Mandáty | Výsledky                                         | Starosta      |
| --------- | ------ | --------- | ------- | ------------------------------------------------ | ------------- |
| 2002–2006 | 195    | 70.77     | 9       | 5 Krasonice-dolňáci 4 Krasonice-horňáci          | Pavel Veselý  |
| 2006–2010 | 182    | 72,53     | 9       |                                                  | Pavel Veselý  |
| 2010–2014 | 183    | 69,40     | 9       |                                                  | Pavel Veselý  |
| 2014–2018 | 164    | 70,73     | 9       |                                                  | Pavel Veselý  |
| 2018–2022 | 168    | 75,00     | 9       |                                                  | Petr Ontolčík |
| 2022–2026 | 169    | 75,74     | 9       | 6 Sdruž. nezáv. kand. Krasonice 3 Krasonice 2022 | Petr Ontolčík |

### Obecní symboly
Znak a vlajka byly obci uděleny rozhodnutím předsedkyně Poslanecké sněmovny Parlamentu České republiky dne 23. června 2022.

## Hospodářství a doprava
V obci sídlí firmy K - HVĚZDA s.r.o., JPJ WOOD, s.r.o., Eko - hvězda s.r.o., TOPINSTAL, v.o.s., MENZEL LEUCHTEN, s.r.o. a Česká pošta Partner. Obcí prochází silnice II. třídy č. 410 z Knínic do Želetavy a komunikace III. třídy č. 11271 z Nové Říše do Meziříčka. Dopravní obslužnost zajišťují dopravci ICOM transport, Josef Štefl - tour a ČSAD Jindřichův Hradec. Autobusy jezdí ve směrech Dačice, Budeč, Želetava, Markvatice, Nová Říše, Telč, Řásná, Třebíč, Studená a Jihlava. Obcí prochází cyklistická trasa č. 5092 ze Zdeňkova do Knínic, červeně značená turistická trasa ze Želetavy do Nové Říše a Naučná stezka Otokara Březiny.

## Školství, kultura a sport
Místní děti dojíždějí do základní školy v Nové Říši. Nachází se zde obecní knihovna. Sbor dobrovolných hasičů Krasonice byl založen v roce 1896.

## Pamětihodnosti
- Zámek Krasonice
- Poutní kostel Panny Marie Humberské
- Kostel svatého Vavřince
- Boží muka
- Fara
- Myslivna Majdalenka, v lese
- Socha svatého Jana Nepomuckého
- Sloup se sochou Panny Marie

## Osobnosti
Odtud vyšel básník Vincenc Furch, zde působil farář Norbert Ritschel, profesor fyziky a badatel novoříšské historie. Ze zdejšího rodu pocházel Vavřinec Krasonický, vynikající kněz Jednoty bratrské a spisovatel mnoha náboženských spisů. Uklidňující kouzelná příroda lákala básníka Otokara Březinu, který pobýval v blízké myslivně U Majdaleny a rád se toulával v okolí obce. Zlatým písmem se do dějin obce zapsal i zdejší nadučitel Josef Vojta. Působil na zdejší škole 32 roků. V roce 1896 založil požární sbor. Byl iniciátorem přestavby kaple na Humberku. Získal pro obec poštovní úřad a založil školní kroniku.